# جامعة رنمين الصينية

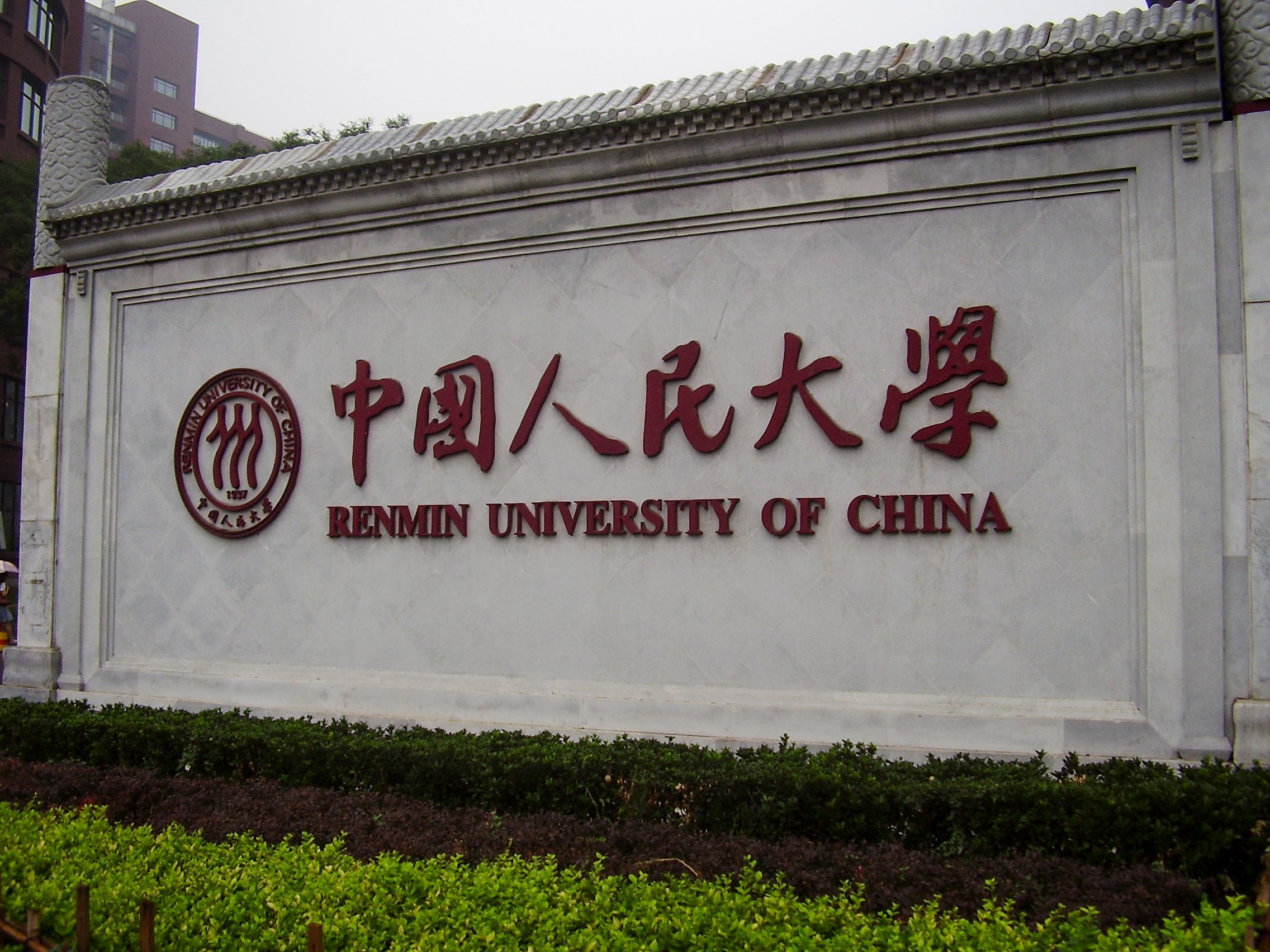
مدخل جامعة رينمين

جامعة رينمين الصينية، غالبًا ما يشار إليها باسم RUC (في الصينية المبسطة: 中国人民大学; في الصينية التقليدية: 中國人民大學; في نظام بينيين: Zhōngguó Rénmín Dàxué) وهي جامعة بحثية تقع في منطقة هايديان في بكين. تم تصنيف الجامعة على أنها جامعة ضمن خطة جامعات الدرجة الأولى المزدوجة في الصين، وتعتبر بشكل عام واحدة من الجامعات الرائدة في الدولة. تُمول أيضًا من خلال المشروع 985 والمشروع 211 . تحمل جامعة رنمين 25 تخصصًا رئيسيًا وطنيًا، وتصنف في المرتبة رقم 5 في الصين في هذا المجال. وتحوي على 13 قاعدة بحثية وطنية رئيسية للعلوم الإنسانية والاجتماعية، وبذلك تحتل المرتبة رقم 1 في الصين في عدد القواعد البحثية. و6 قواعد تدريس وبحث وطنية لتخصصات الفنون الأساسية، لتكون بذلك في المرتبة رقم 1 من الصين في هذه القواعد التدريسية والبحثية.
وفقًا لتصنيف كيو إس العالمي للجامعات حسب موضوعات الدراسة لسنة 2021 ، تم تصنيف الجامعة ضمن أفضل 100 جامعة في العالم في الموضوعات ذات الصلة بتخصصات «الآداب والعلوم الإنسانية» و«العلوم الاجتماعية والإدارة». 

## التاريخ
تعود أصول جامعة رينمين الصينية إلى مدرسة شانبي العامة (في الصينية المبسطة: 陕北公学; الصينية التقليدية: 陝北公學; نظام بينيين: Shǎnběi Gōngxué)، التي أسسها الحزب الشيوعي الصيني في عام 1937 من أجل «تنشئة مئات الآلاف من الرفاق الثوريين لتلبية احتياجات حرب المقاومة ضد العدوان الياباني». في وقت لاحق غُير اسمها إلى جامعة شمال الصين المتحدة وجامعة شمال الصين. تم دمج العديد من المؤسسات لتشكيل جامعة واحدة (جامعة الرينمين) في الصين في عام 1950. شغل كل من وو يشانغ، وتشنغ فانغوو، وغو ينغ جو، ويوان باو هوا، وهوانغ دا، ولي وينهاي، وجي باوتشنغ، وتشين يولو، على التوالي، منصب المدير. المدير الحالي لجامعة رينمين الصينية هو ليو وي.

## الحاضر

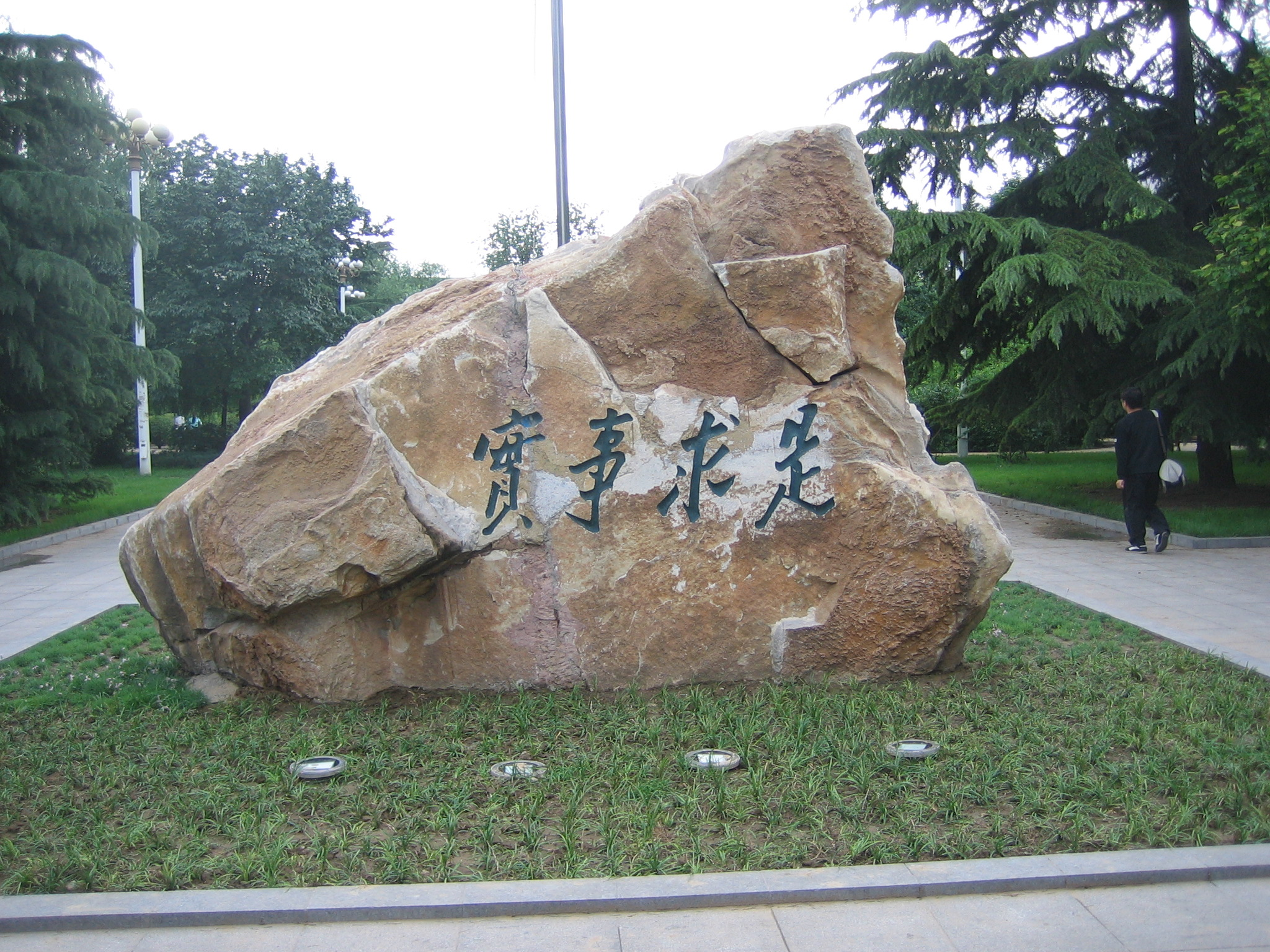
الصخرة التي تحمل شعار الجامعة المحفور «البحث عن الصدق من الحقائق»

تتكون جامعة رينمين حاليًا من 23 كلية و13 معهدًا بحثيًا وكلية الدراسات العليا، مع 60 تخصصًا للطلاب الجامعيين و 8 تخصصات لطلاب درجة البكالوريوس الثانية 140 تخصصًا لمرشحي درجة الماجستير و92 تخصصًا لمرشحي درجة الدكتوراه.
تحتوي مكتبة الجامعة على 2.5 مليون من المقتنيات، وهي معترف بها كمركز معلومات للآداب الفنية من قبل وزارة التربية والتعليم. تم افتتاح مبنى المكتبة الجديد في النصف الثاني من عام 2011. تعد دار نشر جامعة رينمين الصينية واحدة من أشهر الناشرين وأول مطبعة جامعية في الصين نشرت عددًا كبيرًا من الأعمال الأكاديمية في العلوم الإنسانية والاجتماعية.
أنشأت جامعة رينمين اتصالات وعلاقات في سبيل التعاون العلمي مع 125 جامعة ومعهد بحثي من 32 دولة ومنطقة، مما يمكّن الجامعة من أن تكون مركزًا للاتصالات الأكاديمية والثقافية بين الصين والدول الأجنبية. لقد أعطى العديد من مشاهير العلماء محاضرات أو ندوات خاصة حضر في جامعة رنمين، بما في ذلك الحائزون على جائزة نوبل في الاقتصاد روبرت مانديل، جوزيف ستيغلز، مايكل سبنس، جون فوربس ناش، إدموند فيلبس، مايرون سكولز ورينهارد سولتن.
تعد جامعة رينمين في الصين واحدة من الجامعات الرائدة التي تركز على العلوم الإنسانية والاجتماعية في الصين، وقد اكتسبت اعترافًا وطنيًا بالتميز في الاقتصاد النظري والاقتصاد التطبيقي والدراسات القانونية وعلم الاجتماع والصحافة والاتصال وإدارة الأعمال والإحصاء والإدارة العامة والنظرية الماركسية. وفقًا لتقرير التقييم الصادر عن وزارة التعليم الصينية، احتلت كلية الحقوق بجامعة رينمين، وكلية المالية، وكلية الاقتصاد، وكلية علم الاجتماع ودراسات السكان، إضافة إلى كلية الصحافة المرتبة الأولى بين جامعات الصين. تعتبر جامعة رينمن بشكل عام واحدة من أفضل الأماكن لطلاب العلوم الاجتماعية في الصين.

## المدارس والأقسام

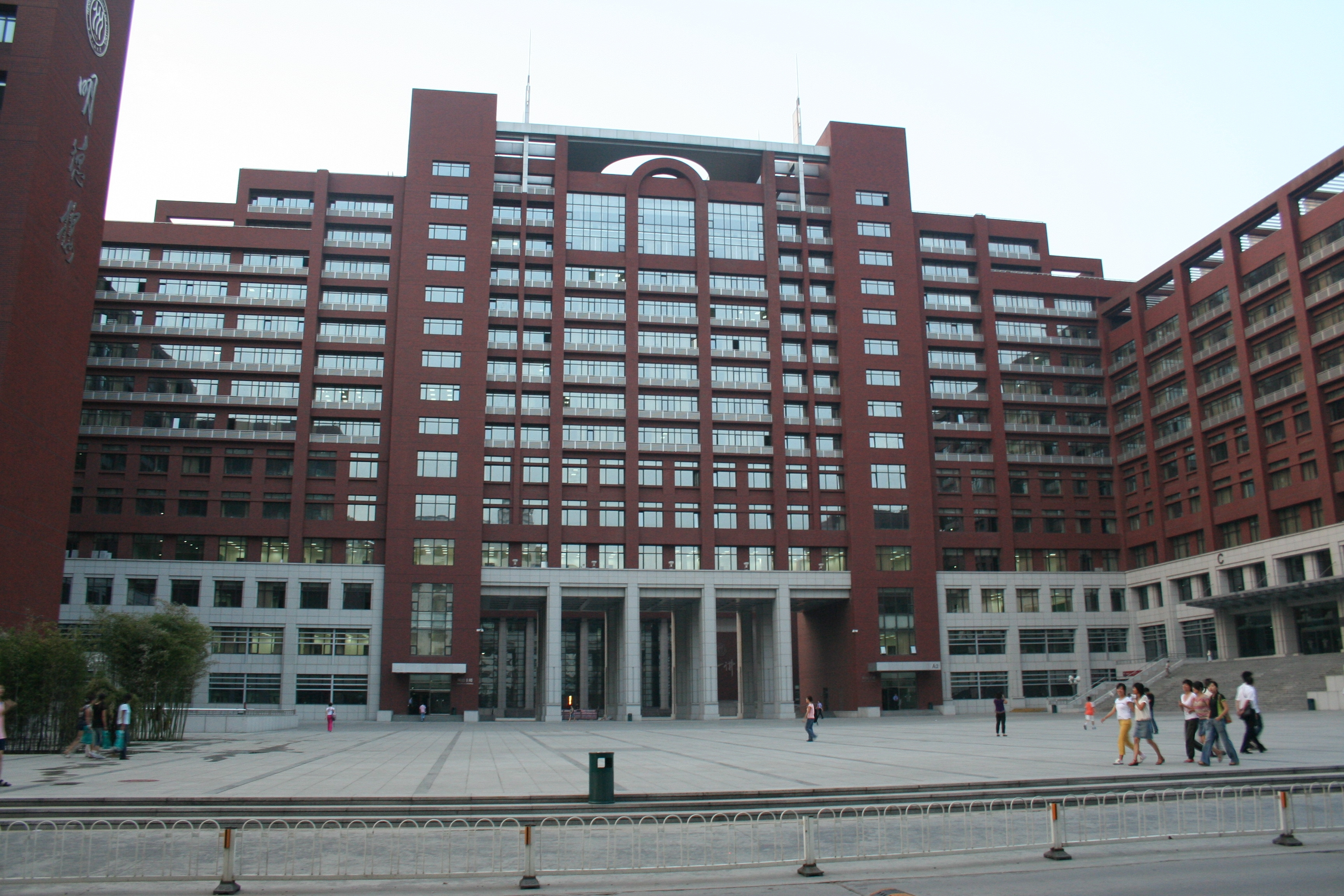
كلية الحقوق بجامعة رينمين الصينية

- كلية الاقتصاد الزراعي والتنمية الريفية [4]
- كلية الفنون
- كلية إدارة الأعمال
- كلية الكلاسيكيات الصينية
- كلية التعليم المستمر
- كلية الاقتصاد
- كلية التربية [5]
- كلية البيئة والموارد الطبيعية
- كلية المالية
- كلية اللغات الأجنبية [6]
  - قسم دراسات اللغة الإنجليزية
  - قسم الدراسات الفرنسية
  - قسم الدراسات الألمانية
  - قسم الدراسات اليابانية
  - قسم الدراسات الروسية
  - قسم الدراسات الاسبانية
- كلية التاريخ
- كلية المعلومات
- كلية إدارة موارد المعلومات
- كلية الدراسات الدولية
  - قسم السياسة الدولية
  - قسم الشؤون الخارجية
  - قسم السياسة
- كلية الصحافة
- كلية العمل والموارد البشرية
- كلية القانون [7]
- كلية الدراسات الأدبية
- كلية الدراسات الماركسية [8]
- كلية تعليم اللغة الصينية كلغة أجنبية
- كلية الفلسفة [9]
- كلية الإدارة العامة والسياسة
- كلية الاحصاء
- كلية علم الاجتماع ودراسات السكان [10]
  - قسم علم الاجتماع
  - قسم الخدمة الاجتماعية
  - قسم الديموغرافيا
- كلية العلوم
  - قسم الفيزياء
  - قسم الكيمياء
  - قسم علم النفس
- معهد تاريخ تشينغ
- المعهد الصيني الفرنسي

### مركز إعادة الإعمار الريفي بجامعة رينمين
تأسس مركز إعادة الإعمار الريفي بجامعة رينمين في عام 2005 ومقره في بكين. وتتمثل مهمته الرئيسية في استكشاف نظرية وممارسة إعادة الإعمار الريفي. ويشارك المركز في الدعوة للتجارة العادلة وتنسيق مبادرات الطاقة الخضراء في المناطق الحضرية والريفية وكذلك تعزيز التعليم العادل.

## الحرم الجامعي

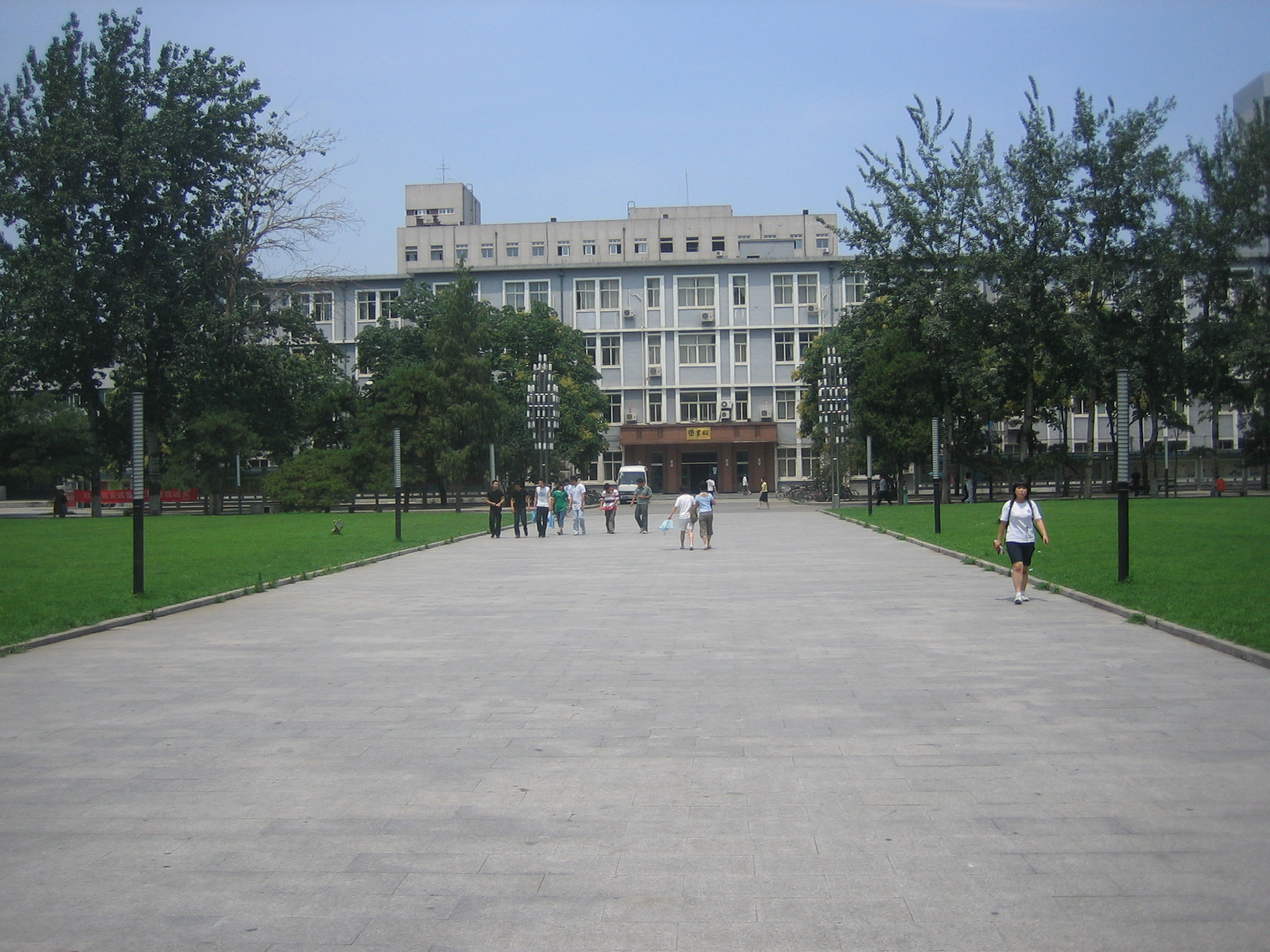
مبنى التدريس رقم 2.

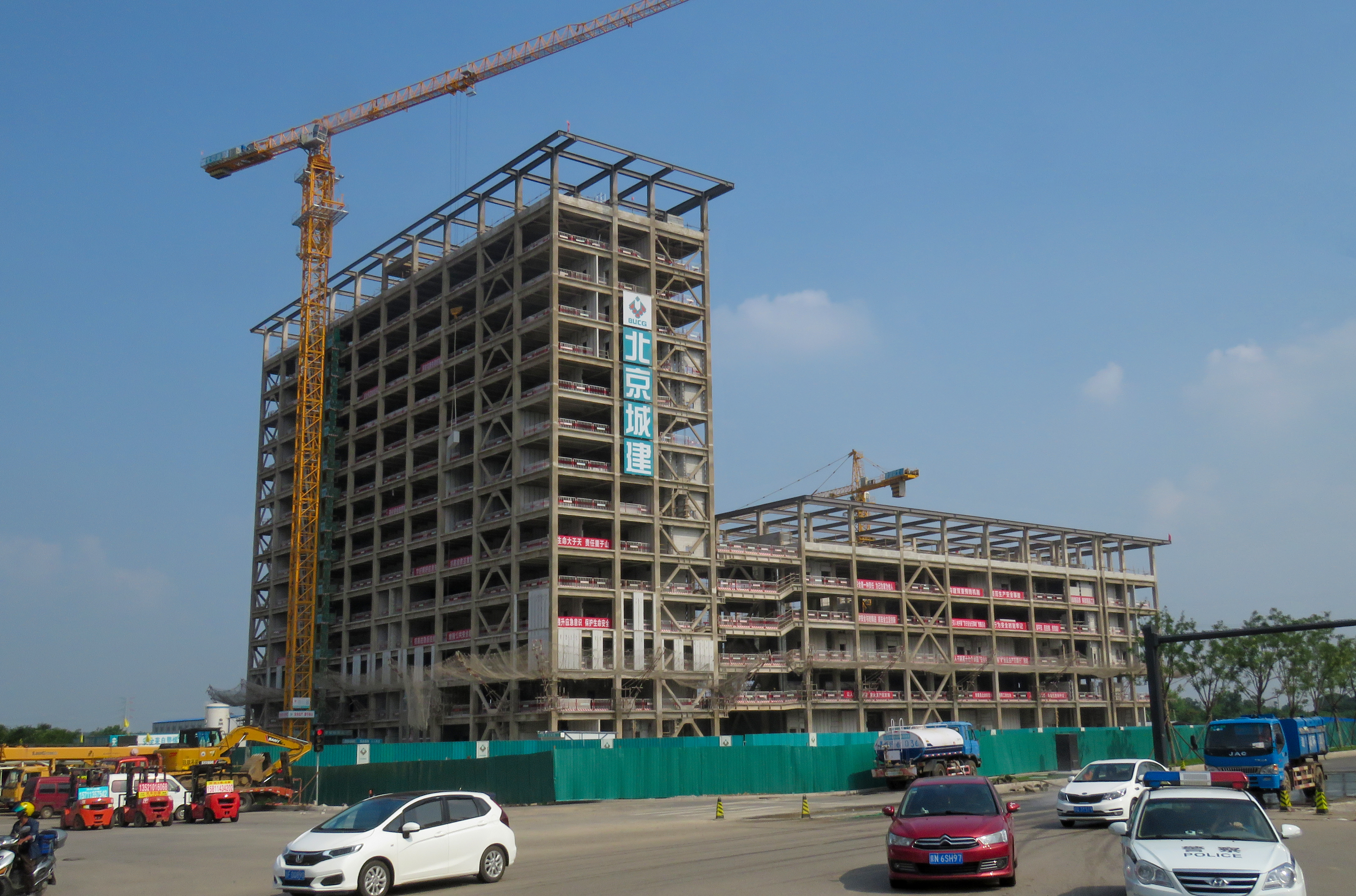
الحرم الجامعي الشرقي قيد الإنشاء في يوليو 2018

## أعضاء بارزون من هيئة التدريس
- هوانغ دا (黄达) - أستاذ فخري بكلية المالية ؛ رئيس جامعة رينمين الصينية (1991-1994).
- جين كانرونغ (金灿荣) - أستاذ بكلية الدراسات الدولية.
- ليو شياوفنغ (刘小枫 (刘小枫) - أستاذ بكلية الفنون الليبرالية.
- مانويل بيريز غارسيا (马龙) - أستاذ مشارك سابق بكلية الدراسات الدولية (2013-2017).
- ماو شولونج (毛寿龙) - أستاذ بكلية الإدارة العامة.
- بان سويمينغ (潘绥明) - أستاذ، كلية علم الاجتماع والدراسات السكانية، عالم مشهور في علم الجنس.
- شي ينهونغ (时殷宏) - أستاذ، مدرسة الدراسات الدولية، [12] انظر zh: 时殷弘
- سونغ شينينغ (宋新宁) - أستاذ جان مونيه، كلية الدراسات الدولية.
- وانغ ليمينغ (王利明) - أستاذ وعميد سابق (2005-2009) ، كلية الحقوق، عالم مشهور في القانون المدني.
- وين تيجون (温铁军 (温铁军) - أستاذ وعميد كلية الاقتصاد الزراعي والتنمية الريفية.
- وو شياو تشيو (吴晓求) - أستاذ بكلية المالية.
- يانغ رويلنغ (杨瑞龙 (杨瑞龙) - أستاذ وعميد كلية الاقتصاد.
- بارون فون بفيتين - أستاذ زائر، كلية الاقتصاد.
- تسنغ شياني (曾宪义 (曾宪义) - أستاذ فخري وعميد سابق (1990-2005) ، كلية الحقوق، عالم مشهور في التاريخ القانوني.
- تشانغ كانغزي (张 康 之) - أستاذ في قسم الإدارة العامة.
- تشانغ مينغ (张鸣) - أستاذ بكلية الدراسات الدولية.
- تشو شياوتشنغ (周孝正) - أستاذ بكلية علم الاجتماع والدراسات السكانية.

## خريجون متميزون

### أكاديميون
- ليو يو (刘瑜) - عالم سياسي في جامعة تسينغهوا ، مؤلف كتاب «تفاصيل الديمقراطية» الأكثر مبيعًا على المستوى الوطني. حصل ليو على درجة الدكتوراه من جامعة كولومبيا، وأجرى دراسات ما بعد الدكتوراه في جامعة هارفارد ودرّس في جامعة كامبريدج لمدة ثلاث سنوات.
- تشيان ليكون (钱理群) - أستاذ بقسم اللغة الصينية وآدابها جامعة بكين .
- وو شو تشينغ (吴树青) - رئيس جامعة بكين (1989-1996) ، اقتصادي.
- تشينغ وينتونغ (郑文通) - أستاذ بكلية الحقوق بجامعة فلوريدا ليفين. حصل تشنغ على دكتوراه في الاقتصاد ودكتوراه في القانون من جامعة ستانفورد.
- تشو قرين (周其仁) - خبير اقتصادي (دكتوراه، جامعة كاليفورنيا في لوس انجلس ) ، مدير المدرسة الوطنية للتنمية (المعروفة سابقًا باسم المركز الصيني للبحوث الاقتصادية، CCER) ، جامعة بكين .

### القانون والسياسة
- هان شو (韩叙) - سفير للولايات المتحدة (1985-1989).
- ليو ياندونغ (刘延东) - السياسيّة الأعلى رتبة حاليًا في الصين، والمرأة الوحيدة التي تشغل مقعدًا في المكتب السياسي .
- ما كاي (马凯) - رئيس اللجنة الوطنية للتنمية والإصلاح (2003-2008).
- شياو يانغ (肖扬) - رئيس محكمة الشعب العليا (1998-2003 ، 2003-2008).
- وانغ جو هسوان - وزيرة مجلس شؤون العمل بجمهورية الصين (2008-2012).
- تشن يو-لو (陈 雨露)- نائب محافظ بنك الشعب الصيني (2015-).

### الأعمال والإعلام
- دوان يونغ بينغ (段永平) - رجل أعمال ومستثمر، مؤسس شركة سوبر، وبنك البحرين والكويت. تبرع دوان وزوجته ليو شين بمبلغ 30 مليون دولار أمريكي لجامعة رينمين في مارس 2010. [13]
- هو شولي (胡舒立) - مؤسس ورئيس تحرير مجلة الأعمال المرموقة، كايجنغ أقوى مجلة مالية ومن اكثرها شعبية.
- ليو ليفي (刘乐飞) - رئيس مجلس إدارة مجموعة سيتيك.
- بان قونغ شنغ (潘功胜) - نائب الرئيس التنفيذي للبنك الزراعي الصيني . قاد بان الاكتتاب العام الأولي للبنك اغبنك بقيمة 22.1 مليار دولار أمريكي (أكبر اكتتاب عام في العالم) في عام 2010 ، والطرح العام الأولي للبنك الصناعي والتجاري الصيني بقيمة 21.9 مليار دولار أمريكي (الرقم القياسي العالمي آنذاك) في عام 2006.
- وانغ تشينغ (王庆) - كبير الاقتصاديين، مورغان ستانلي الصين الكبرى (2007-). [14]
- شيانغ جونبو (项俊波) - رئيس مجلس إدارة البنك الزراعي الصيني (2009-).
- شياو قانغ (肖钢) - رئيس مجلس إدارة بنك الصين (2003-).
- يانغ جونبو (杨伟光) - رئيس تلفزيون الصين المركزي (CCTV) (1991-1999).
- تشانغ لي (张磊) - مؤسس ورئيس مجموعة هيلهاوس كابيتال ، تبرع بمبلغ 8,888,888 دولارًا لكلية الإدارة، ييل في عام 2010.
- ليو تشيانجدونج (刘强东) - مؤسس ورئيس جيه دي.كوم ، أكبر منصة للتجارة الإلكترونية الصينية B2C.
- لي شويلنغ (李学凌) - مؤسس ورئيس www.yy.com ، YY هي عبارة عن منصة ترفيه اجتماعي عبر الإنترنت تُشرك المستخدمين من خلال الصوت والفيديو والنص في مجموعة واسعة من الأنشطة الجماعية عبر الإنترنت، مثل العروض الموسيقية وتدفق الفيديو المباشر والألعاب متعددة اللاعبين . من خلال القدرة على دعم أكثر من مليون مشارك في نفس الوقت، تقدم YY للمستخدمين تجربة ترفيهية غامرة وتفاعلية وإثراء وجذابة من خلال مجتمعها الاجتماعي الكبير.

### الكتاب
- وانغ شياوبو (王小波) - كاتب حديث وشعبية ومؤثرة بين شباب الصين. وهو أيضًا زوج لي يينهي، عالم الاجتماع وعالم الجنس الشهير.
- تشانغ جي (张洁) كاتب، تخرج من جامعة رنمين عام 1960. حاز عملها على العديد من الجوائز.

### آخرون
- جيمس فينيريس وصمويل ديفيد هوكينز - جنود أمريكيون في الحرب الكورية تم أسرهم من قبل الشمال، ثم انشقوا إلى الصين في وقت الهدنة.
- قوه جينغ جينغ (郭晶晶) - الفائز بميداليات ذهبية لـ3m في منصة الوثب في دورة الألعاب الأولمبية الصيفية لعام 2004
- وانغ جونتشيا (王军霞) - الفائزة بميدالية ذهبية وميدالية فضية في سباقات المضمار والميدان في دورة الالعاب الاولمبية الصيفية 1996 . صاحبة الرقم القياسي في سباق 10000 م للسيدات من عام 1993 بتوقيت 29:31:78.
- تسنغ جينيان (曾金燕) - ناشطة في مجال حقوق الإنسان، ضمن قائمة تايم 100 في عام 2007 ؛ زوجة هو جيا ، الحائز على جائزة ساخاروف لحرية الفكر عام 2008.
- تشانغ تشي شين (张志新) - المنشق المسجون لانتقاده افكار ماو تسي تونغ خلال الثورة الثقافية .
- ليانغ يان - عضوة الفريق الوطني للكرة الطائرة النسائية
- داي يي - مؤرخ.
- لين يو - حائز على الميدالية الذهبية، أولمبي، غوص بطول 10 أمتار.
- هوو ليانغ - الحاصل على الميدالية الذهبية، الأولمبي، غوص منصة 10 م.
- لي تينغ - الحاصل على الميدالية الذهبية، الأولمبي، غوص منصة 10 م.
- بينغ بو - حائز على الميدالية الذهبية، أولمبي، غوص من منصة الانطلاق لمسافة 3 أمتار.
- وو مينشيا - الحاصلة على الميدالية الذهبية الأولمبية، في الغطس.
- سانغ شيويه - الحاصل على الميدالية الذهبية الأولمبية، غوص منصة بطول 10 أمتار.
- روبرت س. بايوالا - منسق، إدارة البحوث والاكتوارية، المؤسسة الوطنية للضمان الاجتماعي والرعاية الاجتماعية، جمهورية ليبيريا